# Фольмерсбах
Фольмерсбах (нем. Vollmersbach) — община в Германии, в земле Рейнланд-Пфальц.
Входит в состав района Биркенфельд. Подчиняется управлению Херрштайн. Население составляет 509 человек (на 31 декабря 2010 года). Занимает площадь 2,44 км².